# Tổng thống Sri Lanka
Tổng thống Sri Lanka (Sinhalese: ශ්‍රී ලංකා ජනාධිපති Śrī Laṃkā Janādhipathi; Tamil: இலங்கை சனாதிபதி Ilankai janātipati) là người đứng đầu chi nhánh điều hành của nhà nước và người đứng đầu chính phủ Cộng hòa Xã hội Chủ nghĩa Dân chủ Sri Lanka và chỉ huy - Lực lượng vũ trang Sri Lanka.
Chức vụ này được thành lập năm 1972 với tư cách là người đứng đầu tiểu bang và trở thành người đứng đầu chính phủ vào năm 1978, do đó tổng thống vẫn là văn phòng chính trị thống trị nhất trong cả nước. Tổng thống hiện tại là Anura Kumara Dissanayake.